# Brooklin Novo
Brooklin Novo és un barri de São Paulo, Brasil. És delimitat per l'avinguda Bandeirantes, Marginal Pinheiros, i Avinguda Santo Amaro del Santo en el districte Itaim Bibi de la ciutat. És envoltat pels barris de Brooklin Velho, Vila Olímpia, Moema, Vila Cordeiro, i el districte de Morumbi.

## Història

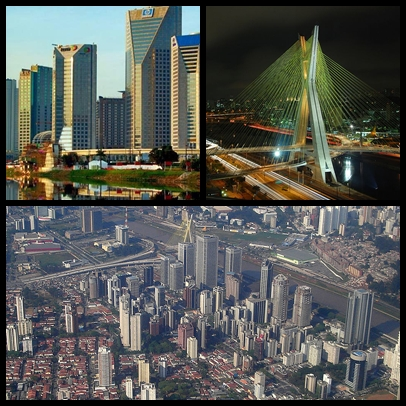
Brooklin, São Paulo.

Donada la proximitat al barri de Vila Olimpia, essencialment el barri té la mateixa història, perquè tots dos van ser creats i desenvolupats alhora. S'estén en la zona inundable del Riu Pinheiros, que històricament ha inundat la zona.
El 1941, s'hi va establir la Societat Paulista eqüestre, una institució esportiva important en el país. Anys més tard, l'àrea es va convertir en una zona de cases residencials i adossades per famílies de classe mitjana.
Des de 1980, l'àrea va passar per un procés de gentrificació per l'ajuntament i govern estatal. Això va atreure una indústria enorme per la construcció residencial i comercial. Els anys 2000, es van construir i inaugurar les estacions Berrini de la Línia 9 (maragda) de CPTM i Octávio Frias de Oliveira, convertint la zona en un dels centres financers importants de la ciutat.

## Característiques
Avui, l'àrea és residencial i comercial i és un dels centres financers claus de São Paulo. La via principal del barri és l'avinguda Engenheiro Luís Carlos Berrini que té al llarg de la via aproximadament 100 edificis comercials. Acull la seu d'empreses de multinacional, hotels de luxe, canals de televisió central i consolats.

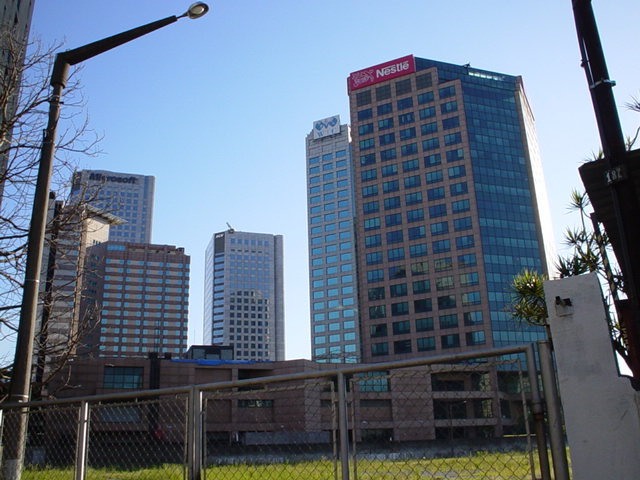
Seu de Nestlé, Centro Empresarial Nações Unidas i World Trade Center São Paulo.